# ROLLY
ROLLY（ローリー、1963年9月6日 - ）は、日本のロックシンガー、ギタリスト、音楽プロデューサー、俳優。旧名はローリー寺西（ローリーてらにし）および寺西 一雄（てらにし かずお：本名）。身長171cm、体重55.5kg。従弟はシンガーソングライターの槇原敬之。

## 来歴
京都府京都市南区生まれ、大阪府高槻市芥川町2丁目育ち。交通事故で幼くして亡くなった長男の後にようやく生まれた「待望の跡取り息子」である。実家は電器店で、住み込みの女性店員もいるくらいの規模だった。また槇原敬之は従弟で、槇原の父親も店に勤めていた。祖父母は近所で旅館も経営していて、そこには日本庭園もあった。
幼少期にメイクや女装に目覚め、それが家族に発覚、両親は「お前は変態やッ!」と激怒した。高槻市立第二中学校、浪速工業高等学校（現：星翔高等学校）電子科卒業。
ロックバンド・すかんちのボーカル兼ギターとしてデビュー。当時はローリー寺西を名乗っていた。グラムロックを取り入れた音楽とユニセックス風のビジュアルで人気を博す。中でも楽曲「恋のマジックポーション」と「恋のミラクルサマー」は、フジテレビの番組『ダウンタウンのごっつええ感じ』のテーマ曲に採用されて注目を浴びた。1989年には、従弟（母の弟の息子）の槇原敬之がAXIAのオーディションに応募する際に作成したデモテープにサポートギタリストとして参加している。このデモテープは1990年3月にグランプリを受賞した。
すかんちの解散後は芸名をROLLYと改め、ソロで音楽活動や音楽プロデュースを行うほか、ユニークなキャラクターを活かし、タレントや役者（自称する肩書きは「エンターティナー」）としても活動、バラエティ番組・CM・映画・演劇などにも数多く出演。また有数の海外ロック通としても知られ、BS放送などでのロック特集にはコメンテーターとして出演することも多い。また、槙原プロデュースによる本名の寺西一雄名義での楽曲リリースもある。
CSチャンネルでは自身の冠番組『ROLLYキングダム』に出演していたが、ミュージシャンたちをテーマにした音楽番組的な企画を展開する一方で、ヌード写真撮影会を開催するなど過激な企画も展開していた。
すかんち解散から10年後の2006年、かつてのメンバーらとともにすかんちを再結成し、2日間のみの再結成ライブツアーを行った。2007年にも再結成後2度目のライブツアーを実施。また、2008年には佐藤研二（元マルコシアス・バンプ）と高橋ロジャー和久（元X-RAY）とともにTHE 卍を結成し、同名のCDを発売した。2009年の大晦日に放送された『第60回NHK紅白歌合戦』には、平原綾香のサポートギタリストとして出演。演奏曲は『ミオ・アモーレ』。
2022年　第25回みうらじゅん賞受賞。

## エピソード

### ギタースタイル
- フェルナンデス、グレコのギターを愛用し、バンド時代後期には「ROLLY」の文字を象ったギターがトレードマークだった。しかし、バンド時代を通じ、ライブやレコーディングでは音質を含む演奏性からグレコ製のギターを使用することが多かった。
- ジョニー・ウィンターのライブアルバムでの演奏を聴いて以来、「すごいギタリストはワンパターンだ」という信条を持つようになった。聴いた瞬間にその人物だとわかるような演奏をすることが理想だという。その他、エース・フレーリー、ウリ・ジョン・ロート、ブライアン・メイ、石間秀樹、山本恭司、寺内タケシなどからの影響を公言している。
- エレキギター の「笑うギター」という技を持つ。これは、ギターが笑っているかのようにキュルキュルと音をたてるものである。30年間誰にも教えたことがない秘密の技らしく、GyaOの番組『GyaO FUJIYAMA』出演時には背を向けて演奏した。
- 笑うギター　高槻の松田茂樹氏が発明した「笑うギター」は決して他人には見られてはいけない秘密の技でギター奏法の七不思議の一つとされる。現在は「笑うギター2」「笑うギター3」「六弦グィングィン奏法」に進化しているらしい[8]。
  - また『TVチャンピオン』（テレビ東京）の「芸能人ギター選手権」出場時には、アコースティック・ギターで「荒城の月」を弾いて優勝した。
  - このほか、横山ホットブラザーズの持ちネタ「おーまーえーはーアーホーかー」をギターで再現・披露したこともある。
- 「ワンステージワンギター」がポリシー。求めている音が1つであるため、ギターが変わるとその事ばかりが気になってしまうからとのこと[9]。
- 使用機材
  - GIBSON Les Paul Deluxe 2015 Pelham Blue Metalic Top(G-FORCE)

### 人物
- 現在は細身の体型だが、幼少の頃は肥満児でいじめも受けていた。電器屋の息子で、太っていて、ナマズひげが生えていた事から、「電気ブタナマズ」と呼ばれていたとのこと[10]。当時を振り返り「こんなひどいことをされて、大人になったらいつかこのことを発表する時が来るだろう。だったら、もっと面白いことをやってくれよ。」と思っていたと述懐。
  - バンド解散の危機の際に、「あの人たち、ルックスは最低だった」と思われてはかなわないとダイエットを決意した。カロリー制限をしたり、食べる量を減らしたりと苦しいダイエットだったが、成功して現在の体型になった。
  - 大竹まことから「よい体形を維持している」と褒められたのに対し「心の中には今も肥満児の僕がいる。周りの人をうまく騙している感じ」と答えている[11]。
  - 現在もなお「肥満」に対して恐怖感に近い感情を持っており、傍目には明らかに痩身に見えるにもかかわらず、本人としては不満で脂肪吸引を2回行っている[12]。
- 高校時代に結成したバンドの名前は「猟奇納骨堂（りょうきのうこつどう）」[13]。「バンドで老人ホームの慰問を行った際に、司会の老年の方が“次の出演者は、浪速工業高校の、（うっ）、猟奇納骨堂の皆さんです”と紹介されたのが楽しかった。お客さんにも受けていた。」と語っている[11]。
- 『笑っていいとも!』（フジテレビ）にレギュラーで出演していた時期には、カメラ目線で視聴者に語り掛ける形で「奥さん、お宅の娘さん、今セックスしてますよ！」[14]、「奥さん、お宅の娘さんのパンツ、俺が買いましたよ！」[15]、「奥さん、お宅の台所の米、腐ってるよ！」[16][17]、「奥さん、お宅の天井裏で忍者が死んでますよ！」、「奥さん、今、お宅の家燃えてますよ！」、「テレビの前のよい子のみんな、お前を殺す！」[18][17]、「今からこの番組で放送事故を起こしてやる！おま、たせ致しました！」など毎回のように問題発言を繰り返していたため、放送後に苦情の電話が殺到していた。
  - 本人は後年「お宅の台所の米、腐ってるよと言ったら、“今確認してみたが、うちの米は腐っていない”という苦情が届いたと聞き、不謹慎だが笑ってしまった。」と語っている。
- 『タモリ倶楽部』（テレビ朝日）の「空耳アワー」に投稿し、番組オリジナルのジャンパーを獲得したことがある。ちなみに曲はQUEENの "Somebody to Love" （『A DAY AT THE RACES』に収録）で、「But everybody ワシャコケた!（wants to put me down）」というネタだった。
- 『中居正広の怪しい噂の集まる図書館』（テレビ朝日）内の企画「絶対スッピンNGだった芸能人が初公開しちゃうぞSP」で、「スッピンでテレビ出演する事はできるか？」とのオファーに対し、所属事務所から「ROLLYはメイクあってのROLLYなのでスッピンは公開できないし、今後もそのような事は一切ない」とコメントされている[19]。
- 2020年秋頃から右手にドケルバン腱鞘炎を発症。2021年9月26日、症状が悪化したため右手・親指を固定。暫くの間はギター演奏などしないようドクターストップがかかったことを自身のTwitterを通じて報告した[20]。

## ディスコグラフィ
タイトル横の数字は発売年。

### シングル
- 21世紀のラヴァーズ（1996年）

『21st Century Stars』（加藤ひさしとのユニット）名義
- Name of Love（1998年）

寺西一雄名義、槇原敬之が楽曲提供およびプロデュース、オリコン最高65位
c/wは槇原の『SPY』のカバー
『Name of Love』の槇原版はアルバム「Cicada」に収録
- S O S '99（1998年）
- ムチムチロケンロー!!（1999年）

アニメ『ヨシモトムチッ子物語』前期主題歌
- 変身（2000年） -  NHK「みんなのうた」2000年4月 - 5月放送曲
- POWER CHILD（2000年）

RIDER CHIPSのフィーチャリングヴォーカリスト『RIDER CHIPS featuring ROLLY』名義
- DEEP BREATH（2001年）

『RIDER CHIPS featuring ROLLY』名義、『仮面ライダーアギト』3rdエンディングテーマ
- SAMURAI（2001年）

アニメ『地球防衛家族』オープニングテーマ
- マリオネット（2008年）

『ROLLYと絶望少女達』（谷井あすか、真田アサミ、沢城みゆき、後藤邑子、松来未祐とのユニット）名義、アニメ『俗・さよなら絶望先生』メインエンディングテーマ
- 60（2023年9月）還暦CD

### オリジナルアルバム
- Rolly's Rockrolly（1996年）
- 2001（2001年）
- 鋼鉄のハードロッカー（2003年）
- ROLLY in Aoiheya 怪奇骨董音楽会 〜実況録音盤〜（2005年）
- THE 卍 / 卍（2008年）
- THE 卍 / puzzle（2009年）
- グラマラス・ローリー〜グラム歌謡を唄う（2012年）
- ROLLY COMES ALIVE!（2017年）
- THE 卍 / TRIPLED（2017年）
- ROLLY'S ROCK WORKS（2019年）

### ベストアルバム
- GOLDEN☆BEST ROLLY（2010年）

### カバーアルバム
- ROLLY'S ROCK CIRCUS 〜70年代の日本のロックがROLLYに与えた偉大なる影響とその影と光〜（2015年7月8日発売）[21]
- ROLLY'S ROCK THEATER 〜70年代の日本のロックがROLLYに与えた偉大なる影響とその光と影〜（2016年）

### 共作アルバム
- 谷山浩子×ROLLY(THE 卍) / ROLLY&谷山浩子のからくり人形楽団（2012年）
- 谷山浩子×THE 卍 / 暴虐のからくり人形楽団（2013年）
- ROLLY＆GlimRockers / 戦慄のグリムロッカーズ（2014年）
- Orquesta Libre + ROLLY / ROCK OPERA!（2016年）

### 参加作品
- CHARA - 「愛の自爆装置」※ゲストボーカル（1992年）

#### コンピレーション
- SCANCH'N MONDO SELECTION（1994年）

参加曲 / そら豆の詩
ローリー寺西名義
- 西城秀樹ROCKトリビュート KIDS WANNA ROCK !（1997年）

参加曲 / 恋の暴走
『THE ROCKROLLY』名義
- A Tribute to Mark Bolan & T.REX／Boogie With The Wizard（1997年）

参加曲 / THE GROOVER
『THE ROCKROLLY』名義
- KISS TRIBUTE IN JAPAN（1998年）

参加曲 / NOTHIN' TO LOSE
『THE ROCKROLLY』名義
- LUPIN THE THIRD　TRIBUTE ALBUM　You's Explosion（1999年）

参加曲 / AFRO "LUPIN '68"
『RUI & ROLLY』（永井ルイとのユニット）名義
- Masked Rider LIVE 2000（2001年）

参加曲 / Power Child / 仮面ライダーのうた
- KINKY BOOT 〜TRIBUTE TO THE KINKS（2002年）

参加曲 / キング・コング
『21st Century Stars Featuring ROLLY』名義
- X CROSS THE STREER JAPANESE PUNK AND NEW WAVE TRIBUTE（2004年）

参加曲 / かっこイイダーリン（GO-BANG'Sのカバー）
『21st Century Stars Featuring ROLLY』名義
- おれたちイジワルケイ〜外〜（2005年）

参加曲 / R&R SHOW
『イジワルケイオールスターズ featuring ROLLY』名義
- 近藤真彦トリビュートアルバム『Matchy Tribute』（2006年）

参加曲 / 愚か者
『ヘビメタサンダース』（マーティ・フリードマン、鮎貝健とのユニット）名義
- マーティ・フリードマンプロデュース「ROCK FUJIYAMA BAND」（2007年）

参加曲 / BEN
『R.F.B. feat. ROLLY』名義
- Tribute to David Bowie（2007年）

参加曲 / ZIGGY STARDUST
- Jingle All the Way!（2007年）

参加曲 / ジングルベル
- PUFFY COVERS（2012年）

参加曲 / たららん
- 爆風トリビュートComplete（2013年）

参加曲 / たいやきやいた

### 映像作品
- ROLLY VISUAL COMPLETE Vol.1（2006年）
- ROLLY VISUAL COMPLETE Vol.2（2006年）
- ROLLY式ギターライブパフォーマンス! 〜観客を魅了できるギタリストの作り方〜（2013年）
- ROLLY式ぶっとびギタープレイパフォーマンス! 〜観客を魅了できるギタリストの作り方 2〜（2015年）

### 提供作品
作詞作曲
- 未来泥棒（イヤホンズ）※RUI（永井ルイ）との共同制作
- 木村の兄さん（UMEZZ）
- 僕等のセンチュリー（ももいろクローバーZ）
- アナコンダ・ラヴ♡（寺田朱里/大！天才てれびくん）

### 著書
- 不思議の国のローリー（1994年） ISBN 978-4-7897-0902-6
- さよならの贈り物（2004年） ISBN 978-4-7755-0250-1 CD付絵本 / 絵：安田隆浩
- 妄想狂通信（2010年） ISBN 978-4-8633-6113-3
- みんなとちがっていいんだよ（2011年） ISBN 978-4-5697-8164-8
- ROLLYと作るギターエフェクター（2014年）ISBN 978-4-416-11440-7 監修：ROLLY / 設計：渡辺成治
- 絶対！魅せる ROLLYのギター術 100のコツ（2014年）ISBN 978-4-6369-0135-1
- ROLLYのロック・ギター異人館（2019年）ISBN 978-4-401-64748-4
- 知識ゼロからのギターで作曲（2021年）ISBN 978-4-3449-0347-0
- ROLLYのロック・ギター異人館2〜風雲編（2022年）ISBN 978-4-401-65186-3

## 出演

### テレビ番組
- VIDEO JAM （テレビ朝日）
- タモリ倶楽部（テレビ朝日） - 不定期出演
- ラジオDEごめん（中京テレビ）
- 森田一義アワー 笑っていいとも! （1993年10月 - 1994年3月、フジテレビ） - 木曜日担当
- クイズ!年の差なんて（フジテレビ） - コーナーレギュラー
- モグラネグラ（テレビ東京）
- 音楽バカTV （フジテレビ）
- ブラックワイドショー（日本テレビ）
- THE夜もヒッパレ（日本テレビ）不定期出演
- BSマンガ夜話（『三丁目の夕日』回、NHK BS2）
- 金曜かきこみTV （NHK教育テレビ）
- ROLLYキングダム（MONDO21）
- ROLLYの中央線Rock'n'rollツアー（MONDO21）
- すかんち再結成ライヴ（MONDO21）
- ROCK FUJIYAMA （テレビ東京）
- 土曜かきこみTV （NHK教育テレビ）
- ルドイア☆星惑三第（日本テレビ）
- ROLLYのロック塾（WOWOW）
- ロックの学園軽音部（ひかりTV）
- The God Hand〜神の手を持つカリスマたちの究極バトル〜（2012年7月 - 12月、BS日テレ）
- 題名のない音楽会（2013年5月26日、テレビ朝日） - ｢なんてったってジミー・ペイジ｣で佐野史郎、野村義男と出演
- ムジカ・ピッコリーノ（2013年 ‐ 、NHK Eテレ） - ローリー司令官 役
- 天才てれびくんYOU（2017年度、NHK Eテレ） - オンリー・ロンリー・ローリー、ソーリー 役

### テレビドラマ
- エリアコードドラマ 「TV局物語 今にみてろ」（1995年7月 - 9月、北海道テレビ放送）
- 外科医柊又三郎2（1996年、テレビ朝日） - 御子柴伸 役
- 新宿暴走救急隊（2000年、日本テレビ） - ミュージシャン役
- 時効警察 最終回（2006年３月10日、テレビ朝日） - 雨田潮 役
- 猟奇的な彼女 1回戦（2008年4月20日、TBS）
- つばさ（2009年、NHK） - 浪岡正太郎 役
- ATARU 第1話・第6話（2012年4月15日・5月20日、TBS） - 本人 役
- 牙狼-GARO- -魔戒ノ花- 第19話（2014年8月16日、テレビ東京） - ヨハン 役
- 家政夫のミタゾノ 第3シリーズ 第8話 (2019年6月7日、テレビ朝日)[22]
- 武士スタント逢坂くん! 第5話・第9話・最終話（2021年8月24日・9月21日・28日、日本テレビ） - 橋本AEG 役[23]
- 星新一の不思議な不思議な短編ドラマ「処刑 前編」（2022年8月9日、NHK BS4K・BSプレミアム）

### ラジオ番組
- MBSヤングタウン木曜日（MBSラジオ）
- 山田雅人の脳天直撃ライブ（MBSラジオ）
- YBSラジオ春の大感謝祭 バカラジ（山梨放送）
- 大竹まこと ゴールデンラジオ!（2010年5月12日、文化放送）
- カケダセ!（NHKラジオ第1放送）

### CM
- ゲーム・オン!（小学館）
- こってりんこ（1994年、日清食品） - 嘉門達夫、牧伸二との共演
- 通信カラオケGIGA （1995年、ギガ・ネットワークス）
- キリンレモンセレクト（1995年、キリンビバレッジ） - 稲森いずみとの共演
- PlayStation（1997年、ソニー・コンピュータエンタテインメント ）
- スプラトゥーン（2015年、任天堂） - ナレーション
- 豆しば学園（2015年、電通） - テーマ曲[24]
- MixChannel（2017年、DONUTS）

### 映画
- スワロウテイル（1996年、角川映画、日本ヘラルド映画） - 金髪男 役 ※ローリー寺西名義
- ゲット・イット・オン? （2001年、メディア・スーツ） - ヘヴン伊藤 役 ※音楽も担当
- 自殺サークル（2002年、オメガ・プロジェクト、アースライズ） - 鈴木宗男 役
- アイデン&ティティ（2003年、東北新社・『アイデン&ティティ』製作委員会） - 本人 役
- マンゴと黒砂糖（2005年、「マンゴと黒砂糖」製作委員会）※主題歌「しゃかり」
- さや侍（2011年、吉本興業、京楽産業、松竹） - 二丁短銃のパキュン 役
- TOO YOUNG TO DIE! 若くして死ぬ（2016年、アスミック・エース） - じゅんこB 役
- 記憶にございません!（2019年、東宝） - 鱒淵影虎 役
- zk／頭脳警察50 未来への鼓動（2020年、太秦）
- KYロック!（2024年11月16日、Donuts Films） - ジョージ 役[25]

### 舞台
- ロッキー・ホラー・ショー（1995年 - 2000年：フランク・N・フルター、20111年- 2016年：エディ、2017年：犯罪学者/ナレーター）
- ロックオペラ ハムレット（1993年） - 墓掘り・好奇心 役
- ピーター・パン（2000年） - フック船長 / ダーリング 役
- 喝采
- テアトルミュージカル 星の王子さま（2003年・2005年（再演）） - キツネ / うぬぼれ男 役
- ア・ラ・カルト 役者と音楽家のいるレストラン（2004年・2008年（一部の公演のみ））
- プレイバックpart2 屋上の天使（2005年）
- The Who's Tommy （2007年） - Tommyのいとこ 役
- 三文オペラ（2007年） - 娼婦ジェニー 役
- イカれた主婦（2010年5月〜6月、ル・テアトル銀座 他全国）ルード 役[26]
- 人生はショータイム! （2010年9月30日 - 10月7日、全労済ホールスペース・ゼロ） - 向井翔 役[27]
- ア・ラ・カルト2 役者と音楽家のいるレストラン（2010年12月24日 - 26日） - 日替わりゲストとして登場。
- コインロッカー・ベイビーズ（2016年6月 - 7月、赤坂ACTシアター、福岡市民会館、広島文化学園 HBGホール、オリックス劇場） - プロデューサー・D 役
- 極上文學「人間椅子／魔術師」（2016年12月、東京：全労済ホールスペース・ゼロ、大阪：近鉄アート館） - 魔術師 役
- ビッグ・フィッシュ（2017年2月、日生劇場／2019年11月 - 12月、シアタークリエ他） - エイモス団長 役
- ROCK READING『ロビン』〜「ロビン・フッドの愉快な冒険」より〜（2021年10月 - 11月、ヒューリックホール東京、COOL JAPAN PARK OSAKA WWホール）
- ミュージカル「ALICE〜不思議の国のアリスより〜」（2024年11月、きゅりあん 大ホール、刈谷市総合文化センター アイリス 大ホール） - 帽子屋ハッター 役[28]
- 赤塚不二夫生誕90周年記念公演「赤塚不二夫スクラップブック」（2025年4月15日 - 20日、CBGKシブゲキ!!） - イヤイ 役[29]

### 吹き替え
- モアナと伝説の海（2017年、ウォルト・ディズニー・スタジオ・ジャパン） - タマトア 役
  - モアナと伝説の海2（2024年）[30]

### ゲーム
- ヘビーメタルサンダー（2005年、スクウェア・エニックス） - アリス 役
- ドラッグオンドラグーン2 封印の紅、背徳の黒（2005年、スクウェア・エニックス） - ヤハ 役
- ロリポップチェーンソー（2012年） - ジョーズィー 役[31]
- ほか

### ミュージック・ビデオ
- Chara「愛の自爆装置」 - 楽曲にはゲストボーカルで参加、映像にも出演
- Chara「KiSS」 - ライブビデオ。「愛の自爆装置」にゲストボーカル・ギタリストで出演
- VANILLA「メラ☆メラ」（1996年）
- AAA「キモノジェットガール」（2006年） - 楽曲提供およびギタリストで出演。
- 中川翔子 「続　混沌」（2013年） - ギタリストで出演
- イヤホンズ「Yummy Yummy Party」（2016年） - 悪魔の支配人 役 ※ギターパートも担当

## 関連人物
- マーティ・フリードマン